# نبی‌آباد (میرآباد)
نبی‌آباد، روستایی در دهستان گورک نعلین بخش مرکزی شهرستان میرآباد در استان آذربایجان غربی ایران است.

## جمعیت
بر پایه سرشماری عمومی نفوس و مسکن در سال ۱۳۹۵، جمعیت این روستا برابر با ۲۱۱ نفر (۵۷ خانوار) بوده‌است.